# Guatteria heteropetala
Guatteria heteropetala är en kirimojaväxtart som beskrevs av George Bentham. Guatteria heteropetala ingår i släktet Guatteria och familjen kirimojaväxter. Inga underarter finns listade i Catalogue of Life.